# Pršut

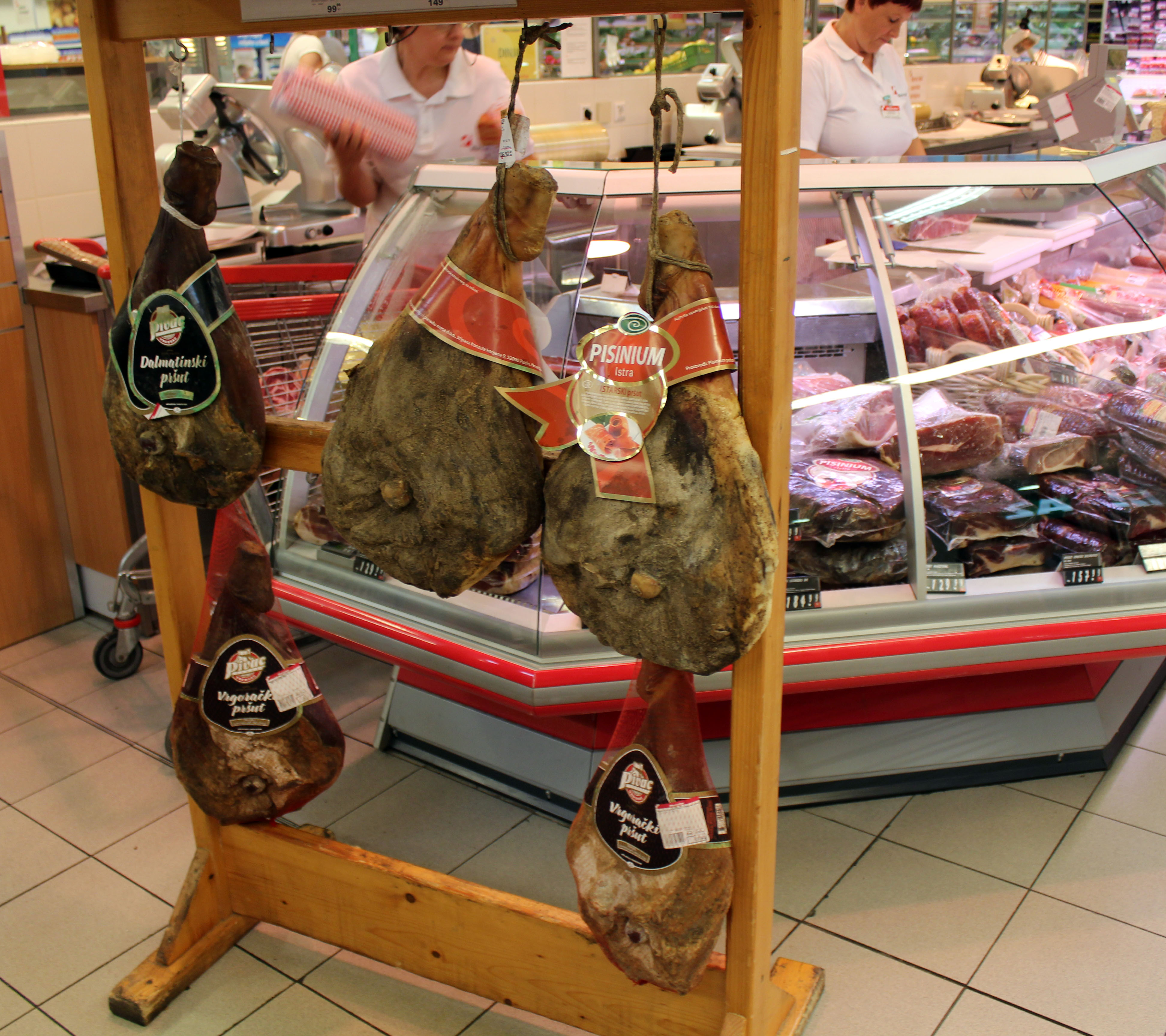
Chorwacki pršut

Pršut – południowosłowiańska – chorwacka, czarnogórska, serbska czy słoweńska szynka suszona na słońcu i wietrze. Odpowiednik włoskiej szynki parmeńskiej Prosciutto di Parma. W zależności od regionu może być tylko suszona, bądź dodatkowo wędzona, przy czym parmeńska występuje tylko w odmianie surowej, natomiast bałkańska może być wędzona. Są minimalnie solone, dzięki czemu zachowują charakterystyczny słodkawy smak. Do produkcji wykorzystuje się zwykle mięso świń rasy Yorkshire oraz Landras.
Na unikalny charakter Pršuta wpływa lokalny klimat, specyficzne ukształtowanie terenu i wykorzystanie wiatrów jugo (letni ciepły i wilgotny wiatr wiejący z południa wzdłuż wschodniego wybrzeża Adriatyku) i bura (wiatr występujący w Chorwacji, uderzający z północnego wschodu, najczęściej w okresie jesienno- zimowym). Do wędzenia stosuje się zimny dym otrzymywany przy podgrzewaniu drewna bukowego, dębowego lub grabowego. Proces suszenia na wietrze trwa od roku do dwóch lat. Do spożycia szynka powinna być ręcznie krojona ostrym nożem w cienkie plastry.